# Louis Frederick Fieser
Louis Frederick Fieser (Columbus, 7 aprile 1899 – Belmont, 25 luglio 1977) è stato un chimico statunitense.
È noto principalmente per essere stato l'inventore del napalm, oltre al suo notevole contribuito alla sintesi di nuovi farmaci e alla prevenzione del cancro.

## Biografia
Fieser si laureò in chimica al Williams College nel 1920, mostrando inoltre notevoli doti atletiche a livello universitario. Quattro anni dopo ottenne il PhD all'Università di Harvard, discutendo una tesi sul potenziale di riduzione dei chinoni, avendo come relatore James Bryant Conant. Sulla base dei suoi studi elaborò un reagente (soluzione di Fieser) utilizzato per assorbire l'ossigeno nell'analisi dei gas. Seguì un breve periodo in cui effettuò delle ricerche in Europa, fino a ritornare nel 1925 negli Stati Uniti d'America per insegnare al Bryn Mawr College. Qui conobbe la sua futura moglie, Mary Peters, che sposò nel 1932.
Nel 1930 Fieser accettò un nuovo incarico all'Università di Harvard, dove spese gran parte della propria carriera diventando nel 1968 professore emerito. Durante gli anni 1930 cominciò a studiare gli idrocarburi policiclici aromatici, una serie di sostanze organiche implicate nella carcinogenesi. Sintetizzò inoltre la vitamina K e in seguito si dedicò allo sviluppo di una serie di farmaci antimalarici chinonici. Lavorò inoltre sugli steroidi, sintetizzando il cortisone. Il nome di Fieser è legato anche all' invenzione del napalm, arma chimica usata dall'esercito statunitense durante la seconda guerra mondiale e la guerra del Vietnam; apparentemente lo scienziato non si sentì responsabile dell'uso fatto del napalm, affermando « Io non ho nessun diritto di giudicare la moralità del napalm soltanto perché l'ho inventato io ».
Grazie alla sua esperienza nel campo dei composti cancerogeni, nel 1962 Fieser entrò a far parte di una commissione di studio sugli effetti del fumo di sigaretta sulla salute umana. Ironia della sorte, lui stesso era un fumatore incallito, e dovette sottoporsi a un intervento chirurgico per un cancro polmonare. Soffrì anche di enfisema e bronchiti, riuscendo a sopravvivere grazie alla sua robusta costituzione fisica.
Molto attivo anche in ambito editoriale, insieme a sua moglie fu l'autore del libro Organic Chemistry, pubblicato nel 1944 e contenente vari riferimenti alla chimica organica applicata, e della serie di libri Organic Reactions e Fieser and Fieser's Reagents for Organic Synthesis.